# Lely Morel
Lely Morel (Buenos Aires, 25 de noviembre de 1909-Ib., 29 de diciembre de 2013) fue una vedette, cantante y actriz cinematográfica de la época dorada argentina. Actuó tanto en su país como en Brasil.

## Carrera
Nelly Morel se hizo popularmente conocida como Lely Morel ya que el uso de diminutivos tenían que ver, por aquel entonces, con el cariño que la gente les profesaba a las cancionistas y con la edad que tenían en ese momento, ya que la intérprete arrabalera se inició apenas siendo una adolescente.
Su carrera tanto en radio como en teatro perduró por más de veinte años. Se inició con el tango hacia 1923, pero luego de un viaje al Brasil viró su repertorio por el género tropical.
En 1935 con el apodo de "la voz cálida", prosiguió exitosamente su actuación en Radio La Nación.
Trabajó como primera figura de la compañía de revistas del Teatro Maipo junto a  Gloria Guzmán, Sofía Bozán, Hilda Sour, Alicia Barrie, Marcos Caplán y el primer actor José Arias, y dirigidas por el empresario teatral Luis César Amadori. En 1954 integra la Compañía de Comedia encabezada por José Marrone, junto con Azucena Maizani, Juanita Martínez, Agustín Castro Miranda, Vicente Formi y Dorita Acosta.
Participó en obras como:
- ¡Pepe Arias presidente!  de (1936) donde interpretó la canción mexicana La potranca
- Ganamos en Santa Fe de (1937)
- Good Bye, ¡Obelisco!  (1938)
- La hora loca y Escoba nueva barre bien (ambas de 1938), con Pepe Arias, Marcos Caplán, Aída Olivier, Ángela Cuenca y Alicia Barrié.
- De Canaro a Toscanini (1940)
- La Gran vida de Pepe Arias (1940) interpretando varios folklore brasileños.[2]
- Con la sonrisa en los labios (1941)
- Cabalgata del tango (1954)
- ¡Flor de Folies Porteñas! (1954) .
- ¡Los Misterios del Desnudo! (1954).
- Se dio Juego de Desnudos!!! (1954)
- ¡La Revista Alegre! (1954)

En el Teatro Casino hizo la obra Martirio en 1940, bajo la compañía de Tania, junto a Rosita Moreno, Luis Sandrini y Fernando Borel, bajo la dirección de Antonio Botta.
Fue una vedette que actuó con un éxito creciente en el teatro Maipo, donde fue una de las atracciones más aplaudidas.
En cine trabajó como actriz en las películas:
- Así es el tango (1937), junto a Olinda Bozán, Tita Merello y Tito Lusiardo;
- Adiós Buenos Aires (1938)  de Leopoldo Torres Ríos, con T. Lusiardo, Amelia Bence y Floren Delbene.[4]

Integró el elenco de LR6 Charlo, Príncipe Azul, con las típicas de Roberto Zerrillo, con su estribillista Alberto Morel, y Osvaldo Fresedo, con Roberto Ray.
En 1934 trabajó junto a la actriz Carmen Miranda en una obra teatral en Brasil junto a otros actores de la talla de Zaira Cavalcant, Lydia Campos y Olga Navarro. Con Miranda trabajaría en otras obras de mayor éxito.
Además de desplegar sus plumas en el escenario, Morel, fue una cantante de tango que junto a su guitarra grabó con la discográfica RCA Víctor, el Disco Criollo 13670B, matriz e8093 junto a un trío, en la que incluía su famoso tema El gordo y el flaco. Debido a su voz llegó a ser tapa de la revista de tango Sintonía. Formó el grupo de las "primeras cancionistas" junto a otras intérpretes y cantautoras como Mercedes Simone, Azucena Maizani, Rosita Quiroga, Ada Falcón, Libertad Lamarque, Virginia Vera, Sofía Bozán, Adhelma Falcón, Mercedes Carné, Anita Palmero, Tania, Nelly Omar y Tita Merello. Ser cancionista en esa época no era bien visto debido al machismo que preponderaba en el mundo del tango. En sus comienzos, al tener que trabajar en boliches o cabarets, también tuvo que luchar contra la forma de pensar de una parte de la sociedad. Cantar en un cabaret era sinónimo de libertad. Con Rosita Quiroga cantó el tema  Tus Besos fueron Míos en 1926. Luego, junto a Francisco Canaro, compuso los temas Juramento (1933) y  Yo No Sé Porque Te Quiero (1934). Otros de sus más importantes interpretaciones fueron los tangos Andate y Milonga sentimental compuesta Sebastián Piana.
En la década de los treinta había grabado los primeros estribillos de algunos populares discos del uruguayo Héctor Gentile y otros miembros de la orquesta como Víctor Terrón (piano), Juan José Pereyra y Víctor Puglia (violines), Isidro Pellejero (bandoneones) y Pedro Terrón (contrabajo), para ser sustituida más tarde por la famosa cantante Malena de Toledo. También hizo los estribillos del disco titulado Alo-alo/tu Sombra hecho por F. Lomuto Y Su Orquesta Típica. En 1933 grabó junto a los guitarristas Pereira, T. Sosa y C. Portela, un tema Carnaval para un disco del tanguero Carlos Portela. Uno de sus más conocidos colegas fue el pianista Oscar Sabino, miembro del conocido Quinteto Pirincho.
Con el brasilero Valdo Abreu presentó Primera noche de tangos y sambas junto a Madelou de Asís y los hermanos Tapajós. En 1932 junto con Lina Pesce  hizo el tema Hijos de la calle, y en 1933 cantó junto al pianista Leandro Heriberto Muraro, contratados para trabajar en Radio Mayrink Veiga.
Es muy recordada su participación del cierre de los carnavales de 1936 que se festejó en el Teatro Colón, con una Gran Fiesta de fantasía, junto a otros famosos como el maestro y compositor Arturo De Bassi, el famoso violinista húngaro, Dajos Bela y Carmen Duval.
Compartió escenario con el cuarteto de negros Frederick Hall de origen estadounidense el cual debutó en Radio Splendid y luego actuó en el teatro Maipo. También tuvo la gran oportunidad de tocar con grandes artistas como Francisco Lomuto y su orquesta con temas coma Aló... Aló... (1934), y con "el zorzal" Carlos Gardel.